# Vĩnh Thủy
Vĩnh Thủy là một xã thuộc huyện Vĩnh Linh, tỉnh Quảng Trị, Việt Nam.
Xã Vĩnh Thủy có diện tích 48,98 km², dân số năm 1999 là 6031 người, mật độ dân số đạt 123 người/km².

## Hành chính
Xã  được chia thành 6 thôn: Đức Xá, Kinh Tế Mới, Linh Hải, Thủy Ba Đông, Thủy Ba Hạ, Thủy Ba Tây.